# Чудесен размер
„Чудесен размер“ (на английски: Fun Size) е щатска тийн комедия от 2012 г. на режисьор Джон Шварц, по сценарий на Макс Уърнър, във филма участват Виктория Джъстис, Томас Ман, Джейн Леви и Челси Хендлър. Филмът е пуснат по кината в Съединените щати на 26 октомври 2012 г. от „Парамаунт Пикчърс“ и спечели 11 млн. щ.д. срещу бюджет от 14 млн. щ.д.